# 2台のマリンバのための嬉遊曲 (横山菁児)
『2台のマリンバのための嬉遊曲』（2だいのマリンバのためのきゆうきょく）は、横山菁児が1974年に作曲したマリンバ2台のための楽曲。

## 概要
1974年に、草刈とも子と藤井むつ子により委嘱され作曲された。

## 演奏時間
約13-15分。

## 楽曲構成
急-緩-急の3楽章よりなる。

## 試聴
- ２台のマリンバのための嬉遊曲 第1楽章 (小田もゆる・崎村潤子演奏）
- ２台のマリンバのための嬉遊曲 第2楽章 (小田もゆる・崎村潤子演奏）
- ２台のマリンバのための嬉遊曲 第3楽章 (小田もゆる・崎村潤子演奏）